# Anzeiger für die Region Bludenz

Das Titelblatt der Probenummer des Anzeigers für Bludenz und Montafon

Anzeiger für die Region Bludenz, auch als Bludenzer Anzeiger bezeichnet, ist der Titel einer kostenlosen Vorarlberger Wochenzeitung. Die 1885 gegründete Zeitung erscheint im Raum Bludenz und hatte 2007 eine Auflage von 13.414 Stück.

## Geschichte
Der Anzeiger für die Region Bludenz wurde 1885 als Anzeiger für Bludenz und Montafon von Franz Dworzak gegründet, der als Drucker, Herausgeber und verantwortlicher Redakteur fungierte. Die Probenummer der unpolitischen Wochenzeitung erschien am 28. März 1884, ab dem 4. April begann die reguläre Erscheinungsweise. Ab dem 4. Juli 1885 erschien die Wochenzeitung als Anzeiger für die Bezirke Bludenz und Montafon und trug zudem den Zusatztitel unabhängige, demokratische Wochenzeitung mit amtlichen Publikationen. Mit dem 14. September 1929 übernahm Franz Possenig die Zeitung, der in der Folge die Rolle des Druckers, Herausgebers und verantwortlichen Schriftenleiters übernahm. Ab dem 15. April 1939 bezeichnete er sich in der Zeitung als Hauptschriftenleiter. Die zunächst unpolitische Zeitung wurde ab 1939 in die NS-Presse eingegliedert, mit dem 15. Februar 1941 endete jedoch das vorläufige Erscheinen. Der Druck der Zeitung wurde am 21. Juli 1945 wieder aufgenommen. Der Titel wurde auf Anzeiger für den Bezirk Bludenz: amtliches Nachrichtenblatt der Behörden geändert, die Redaktion übernahm die Bezirkshauptmannschaft Bludenz. Ab 1946 wurde die Zeitung von der Possenig Druck, Egger Ges.m.b.H verlegt und erhielt wieder ihren ursprünglichen Titel Anzeiger für die Bezirke Bludenz und Montafon: unabhängige, demokratische Wochenzeitung mit amtlichen Publikationen. 
Mit dem Jahr 2002 wurde die Bezeichnung „Montafon“ aus dem Titel entfernt und die Zeitung erschien erneut als Anzeiger für den Bezirk Bludenz. Nach dem Konkurs der Firma Possenig Egger 2006 erfolgte eine neuerliche Umbenennung des Magazins, das seit dem 23. Juni 2006 als Anzeiger für die Region Bludenz mit dem Zusatz unabhängige demokratische Wochenzeitung mit amtlichen Publikationen vertrieben wird. Die Zeitung ist heute Teil der RZ Regionalzeitung GmbH, die neben dem Anzeiger für die Region Bludenz auch das Walgaublatt, das Bregenzer Blättle und den Feldkircher Anzeiger vertreibt.

## Mediendaten
Der Anzeiger für die Region Bludenz erscheint in 17 der 29 Gemeinden des Bezirks Bludenz. Nördlich von Bludenz wird hingegen das Walgaublatt vertrieben. Einer Mediaanalyse zufolge erreichte der Anzeiger für die Region Bludenz 2007 eine Auflage von 13.414 Stück und hatte durchschnittlich 19.200 Leser pro Ausgabe. Dies entsprach einer Reichweite von 68 %.